# Лавлейс (лунный кратер)
Кратер Лавлейс (лат. Lovelace) — большой ударный кратер в области северного полюса на обратной стороне Луны. Название присвоено в честь американского врача, специалиста в области аэрокосмической медицины Уильяма Лавлейса (1907—1965) и утверждено Международным астрономическим союзом в 1970 г. Образование кратера относится к позднеимбрийскому периоду.

## Описание кратера

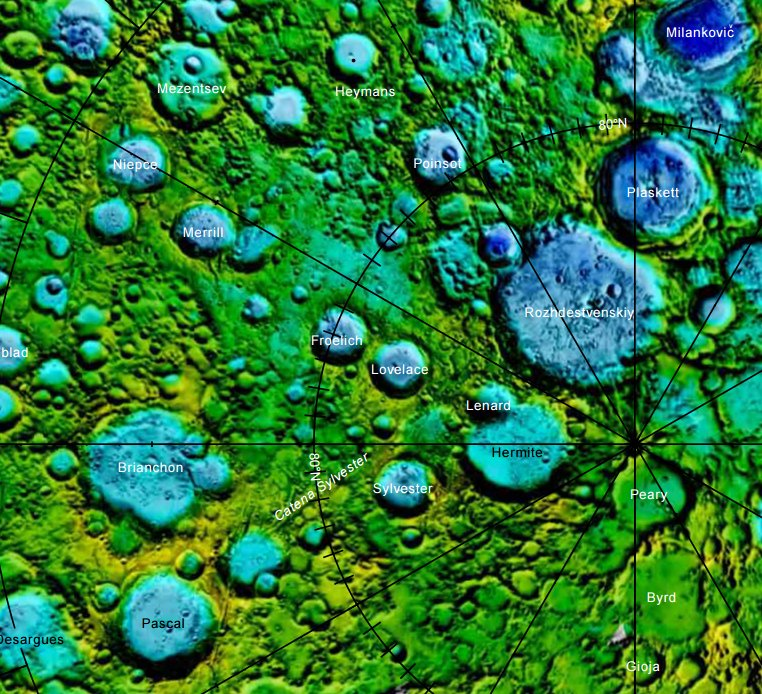
Окрестности кратера Лавлейс. Фрагмент карты области северного полюса Луны.

Ближайшими соседями кратера являются кратер Рождественский на северо-западе; кратеры Ленард и Эрмит на севере; кратер Хабер на северо-востоке, а также кратер Фрелик на юге. На востоке от кратера находится цепочка кратеров Сильвестра. Селенографические координаты центра кратера 82°05′ с. ш. 109°31′ з. д. / 82,08° с. ш. 109,51° з. д., диаметр 57,1 км, глубина 2,4 км.
Кратер Лавлейс имеет близкую к циркулярной форму, умеренно разрушен. Вал с несколько сглаженной, но чётко очерченной кромкой, северо-восточный участок вала спрямлён. Внутренний склон вала сохранил остатки террасовидной структуры, северная его часть несколько уже по сравнению с остальным периметром. Высота вала над окружающей местностью достигает 1160 м, объём кратера составляет приблизительно 2400 км³. Дно чаши кратера плоское, вероятно выровнено лавой, имеется центральный пик несколько смещённый к югу от центра чаши.
Является кратером вечной тьмы.

## Сателлитные кратеры

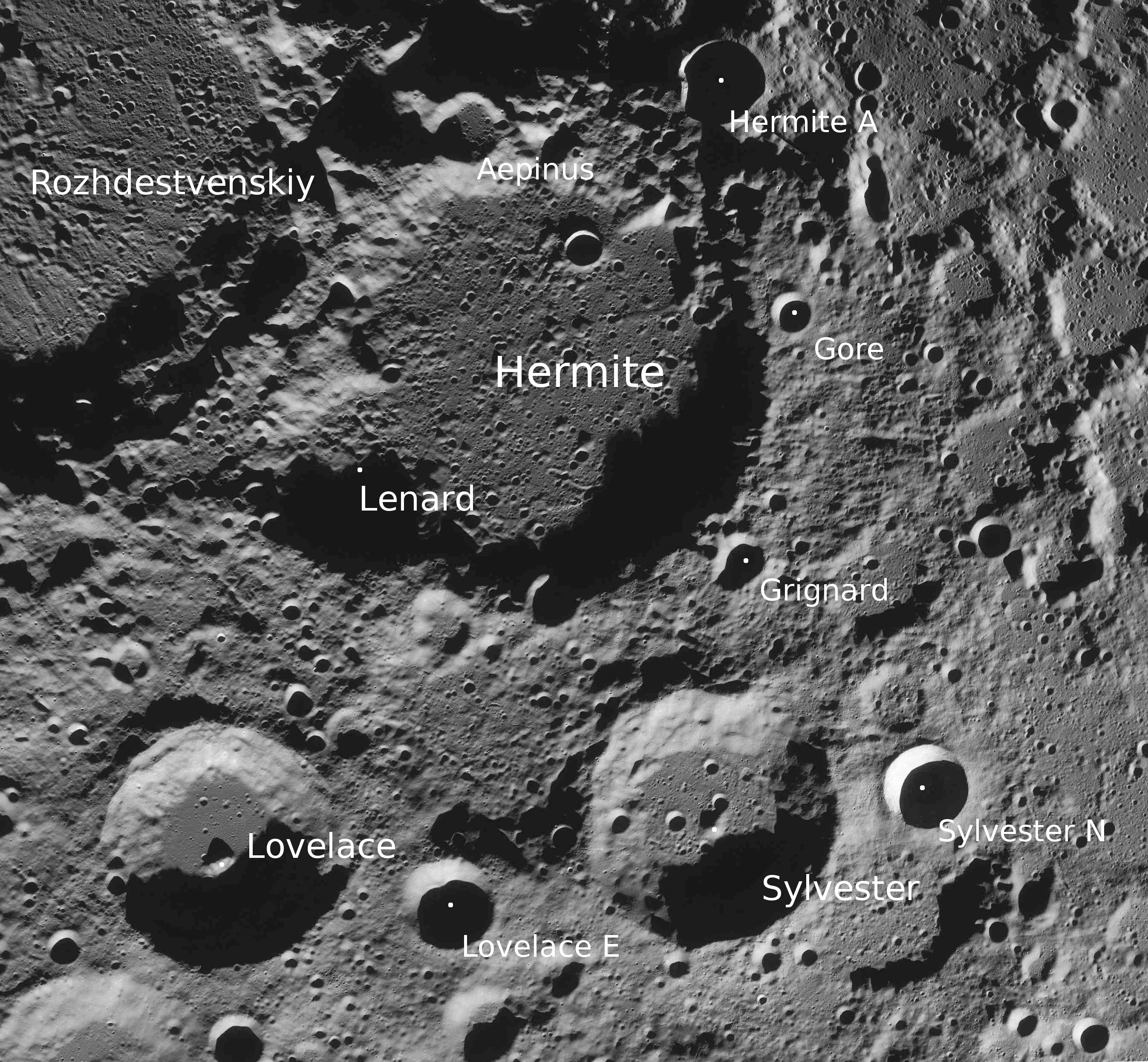
Снимок зонда Lunar Reconnaissance Orbiter.

| Лавлейс | Координаты                                            | Диаметр, км |
| ------- | ----------------------------------------------------- | ----------- |
| E       | 82°02′ с. ш. 96°47′ з. д. / 82,04° с. ш. 96,78° з. д. | 21,7        |